# Thierry Flies
Thierry Flies (Boom, 19 december 1977) is een Belgische voetballer, spelend als aanvaller bij Berchem Sport. Flies maakte zijn debuut in 1994 bij tweedeklasser FC Boom. Een seizoen later raakte hij echter uit beeld maar werd opgepikt door SK Beveren. Hij benutte de kansen die hij kreeg en promoveerde in het seizoen 1997-1998 met zijn team naar eerste klasse. In 1998 verhuisde hij naar KV Oostende, maar ook daar lukte het niet en bovendien degradeerde die club. Flies raakte aan de bak bij derdeklasser VW Hamme, waar hij, op één seizoen bij Bergen na, 6 jaar speelde en de aanvallende sterkhouder van de ploeg was. In 2006 ging Flies aan de slag bij buur Waasland. In januari 2008 verliet Flies Red Star Waasland voor KVC Willebroek-Meerhof, in augustus vertrok hij er alweer en tekende bij Berchem Sport.